# 利根発電
利根発電（とねはつでん）とは明治期から大正期まで北関東に存在した卸電力会社。群馬・埼玉・栃木・東京の4県に電力供給を行なったが、1921年に東京電灯に合併された。

## 歴史

### 創業
利根発電株式会社は創業当時は上毛水力電気株式会社と名乗り1907年（明治40年）5月に資本金60万円で政友会の代議士大岡育造らにより発起し翌1908年（明治41年）12月、東京市京橋区で創立された。
発起人総会にて発起委員長を笠井愛次郎が務め、同社は利根川水系沼尾川に出力1800kWの発電所を建設し、群馬県の渋川・伊勢崎・太田・館林の各町に電気を供給する事業を計画して認可をうけた。
その後上毛水電は株式を募集するが応募状況が振るわず1909年（明治42年）5月時点で総株式数12,000株のうち3,249株が不足し満株とならなかったようである。そのため常務委員が約束手形で払込を行いようやく第1回の株式払込を終えることができた。創立時の上位株主は群馬県や埼玉県北部の地主、金融業、建設業、政友会系代議士だったようである。また発電所を建設する予定地だった沼尾川が水量不足であることが判明し、急遽利根水力電気から片品川の水利権を譲り受け発電所の位置を移すことにしたようである。
このような紆余屈折を経て1909年（明治42年）5月25日、上毛水力電気株式会社は創立総会を開催するに至り、創立総会にて社名を利根発電株式会社に変更した。利根発電は発足時には本社を東京に、支店を前橋に開設した。創立直後は上毛水電の創立常務委員長の笠井愛次郎が社長に就任し、土木技術も笠井自身が指揮していた。電気技術は岩田武夫が指揮していた。
1909年（明治42年）8月に着手した上久屋発電所（1,200kW）の建設工事は水路工事の遅延などがあったため遅れが生じたが1年後1910年（明治43年）9月には竣工し、前橋へ送電（22,000V）を開始した。前橋市への供給は1910年（明治43年）5月に認可を受け、同年9月に開催予定の1府14県の共進会での点灯に向けてフォイト製水車とGE製のジェネレーター（発電機）600kWが水車とともに2基設置された。
利根発電から供給を開始した前橋市は高崎水力電気が自社の営業区域として供給しており後発の利根発電は当局から配電線を地中に敷設することを命じられた。後に日本初の地中線といわれた。だが利根発電では計画変更を余儀なくされ当初の建設費60万円の予定が93万円に膨れ上がりもともと資金難に苦しんでいた利根発電はその差額分を伊勢崎銀行、深谷銀行、群馬商業銀行、新田銀行に借り入れざるを得ない状況だった。このような建設費の予算超過もあり1910年（明治43年）12月に笠井愛次郎が社長を辞し、1911年（明治44年）1月には葉住利蔵が社長に就任し、同時に本社を前橋市に移し前橋支店長を支配人とした。

### 高崎水力電気との前橋市内顧客争奪戦と北関東の電力事業の拡大
1910年（明治43年）前橋市への供給を開始した利根発電は翌10月には群馬県佐波郡伊勢崎町、太田町、館林町へ翌11月に渋川町に供給を開始し上久屋発電所設置時、わざわざ地中線を敷設し前橋市へ進出を果たそうとしたが前橋市は高崎水力電気の営業区域になっておりそのため利根発電の開業前後から前橋市では5,000灯近くの電灯供給が行われており、利根発電の『割り込み』によって前橋市の電灯需要を減らし両社が割引合戦に突入し電灯料が大きく減少する事態に陥った。最終的には両社がいたみわけに終わり両社の競争は1911年（明治44年）2月22日利根発電が渋川町の供給権と電気工作物と金95,000円と引き換えに高崎水力電気は前橋市の供給権と電気工作物を譲渡するという条件で申合せが成立した。1911年（明治44年）3月前橋市は利根発電の営業区域となった。その後利根発電は積極的な事業拡大を進め群馬県はもとより栃木、埼玉の両県にまで営業区域を拡げ、群馬県最大の需要地である高崎市は高崎水力電気の営業区域であったため競合を避け、1911年（明治44年）11月には群馬県利根郡沼田町を営業区域とする利根電力を買収し新たに利根郡上久屋村周辺町村の供給認可を得て1912年（明治45年）2月までに送電を開始した。同月に埼玉県北埼玉郡羽生町へ供給権を獲得して1912年（大正元年）8月には栃木県安蘇郡、足利郡、下都賀郡を営業区域とする栃木電気を買収し、11月には群馬県山田郡、栃木県足利郡を営業区域とする渡良瀬水力電気を合併した。わずか2年余りで群馬、栃木、埼玉にわたって展開するようになった。利根発電の営業規模が急速に拡大した結果、大株主や役員の構成にも変化が現れ1911年（明治44年）下期には東武鉄道社長根津嘉一郎が筆頭株主となり、同時期に利根発電の相談役に就任しており根津自身が利根発電に経営に強い影響を与えるようになった。

### 南関東への進出

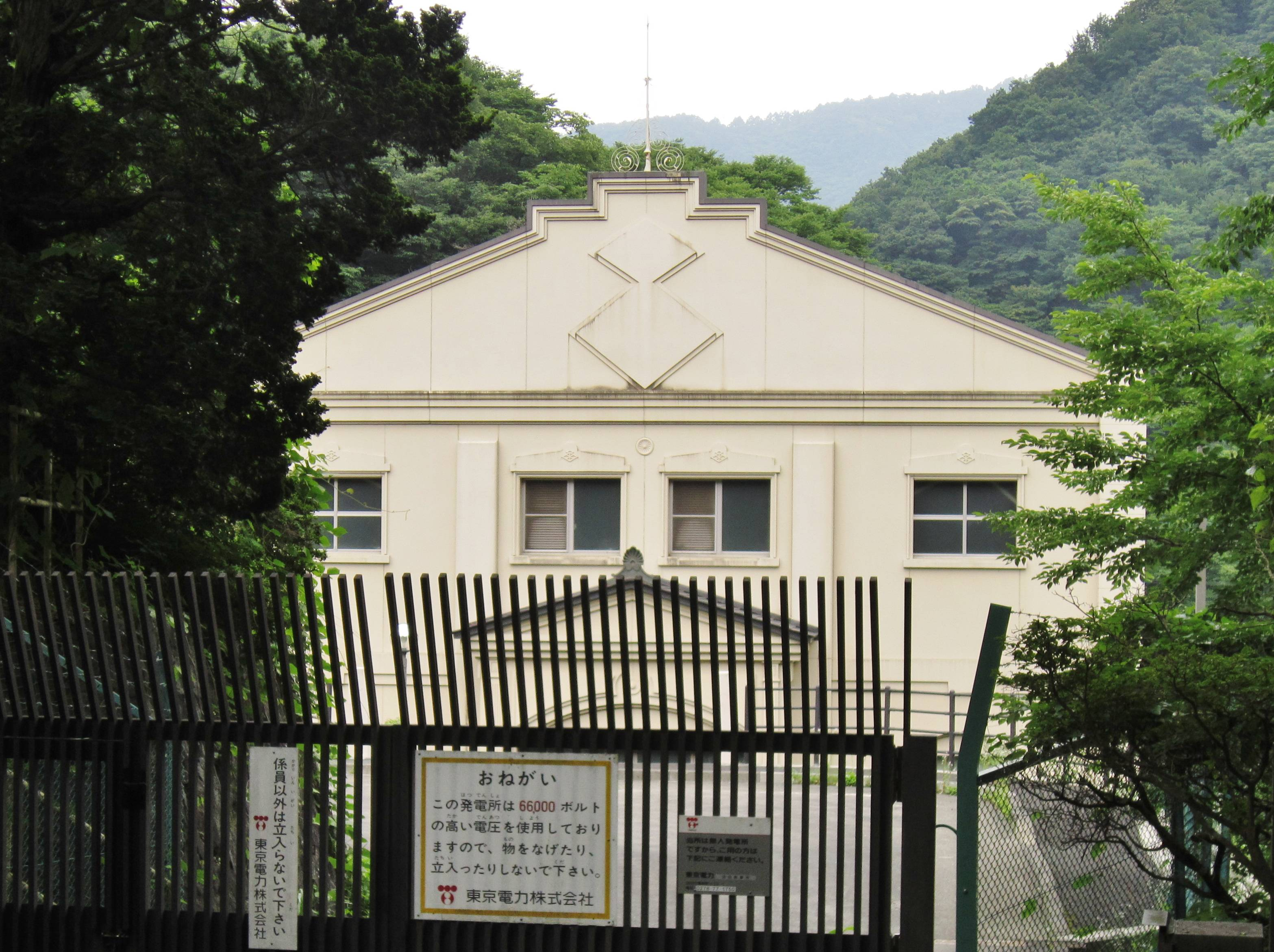
岩室発電所

1910年（明治43年）から1911（明治44年）利根発電は東京市での電灯供給事業を目的に設立準備を進めていた日本電力と電力供給契約の交渉を進めていた。結局日本電力は東都電力と合併し、日本電灯として創業した。卸電力元は安田財閥系の桂川電力から電力供給契約を結び、利根発電とは実現に至らなかった。これを契機に利根発電は南関東への進出を開始した。1912年（明治45年・大正元年）以降には粕壁町営、埼玉電灯、帝国瓦斯力電灯の加須営業所、越ヶ谷営業所、幸手電灯、千葉電灯といった埼玉県・千葉県の公営・電気事業者への即売（買電）である。これに伴い利根発電は供給量が不足するため長距離送電線を建設しなければならなかった。1912年（大正元年）10月に供給不足の対策として上久屋水力発電所の増備、11月には株式の増資を実施しその増資した金を元に岩室発電所と利根郡上久屋村から群馬県新田郡太田町、埼玉県南埼玉郡越ヶ谷町を経て千葉県東葛飾郡市川町までの長距離高圧送電線の建設が開始された。1913年（大正2年）8月には長距離高圧送電線（117km）が竣工した。千葉電灯、帝国瓦斯力電灯、埼玉電灯、粕壁町営に電力を供給した。この間、第一次世界大戦の勃発で、水力発電の水車一式をドイツ製のメーカーの物を使用予定だったところ輸入が断絶し、急遽日立製作所製の水車に切り替えた。その影響で岩室発電所は1915年（大正6年）7月になってから一部起電を開始した。1913年（大正3年）下期は利根発電の経営状態は殆どが卸電力の収益が占め、電灯事業が半分の営業収益だったようである。第一次世界大戦の好景気の反動不況を迎え利根発電も電気事業の合同に組み込まれることになり1921年（大正10年）4月1日、利根発電は東京電燈に合併し消滅した。